# Georges Catroux

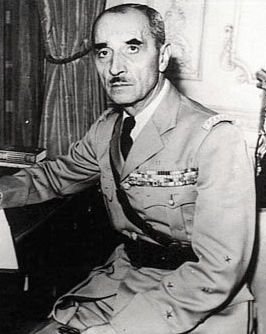
Georges Catroux in 1940

Georges Catroux (Limoges, 29 januari 1877 – Parijs, 21 december 1969) was een Frans generaal, minister tijdens de IVe Republiek en diplomaat (ambassadeur). Hij diende zowel in de Eerste Wereldoorlog als in de Tweede Wereldoorlog. Hij was ook grootkanselier van het Légion d’honneur van 1954 tot 1969.

## Loopbaan
Catroux was de zoon van een beroepsofficier, René-Michel Catroux. Zijn moeder, Félicité Solari, was de dochter van een Italiaans kolonist in Algerije. Hij studeerde aan de Prytanée National Militaire en in 1896 aan de École Spéciale Militaire de Saint-Cyr. Hij promoveerde in 1898. In de vroege jaren van zijn militaire carrière was hij luitenant in het Vreemdelingenlegioen in Algerije (waar hij Charles de Foucauld en nadien ook Hubert Lyautey ontmoette) en in Indochina. In 1916 werd hij als commandant van een bataljon gevangengenomen (in Arras) door de Duitsers. Tijdens zijn krijgsgevangenschap ontmoette Catroux Charles de Gaulle die toen nog kapitein was.
Na de Eerste Wereldoorlog werd hij lid van de Franse militaire missie naar Arabië en diende in Marokko, Algerije en in de Levant. In 1931 promoveerde hij tot generaal. Op rust gesteld in 1939 na onenigheid met generaal Maurice Gamellin werd hij juli 1939 benoemd tot gouverneur-generaal van Frans Indochina. Parijs wilde aan de vooravond van de vijandelijkheden met zijn aanstelling een sterk signaal geven in het Verre Oosten. Maar na de eerste verdragen met Japan in juli 1940 en zijn weigering om met het nieuwe Vichy-regime samen te werken werd Catroux gedwongen zijn post over te dragen aan admiraal Jean Decoux.
Catroux koos in augustus 1940 de kant van Charles de Gaulle, die de leider was geworden van de Vrije Fransen. Als een vijfsterrengeneraal was Catroux de hoogste officier van het Franse leger die zich aansloot bij de Vrije Fransen. Door het Vichy-regime werd hij in abstinentia berecht in 1941 en ter dood veroordeeld.
Van 1941 tot 1943 was Catroux opperbevelhebber van de Vrije Franse troepen. De Gaulle benoemde hem in 1941 tot hoge commissaris van de Levant. Hij nam de controle over Syrië en Libanon over namens de Vrije Fransen na de nederlaag van de Vichy-generaal Henri Dentz en de Wapenstilstand van Saint Jean d’Acre. Kort na zijn benoeming erkende Catroux namens de Vrije Fransen de onafhankelijkheid van Syrië en Libanon. De Gaulle benoemde hem daarna tot gouverneur-generaal van Algerije (1943-1944). Catroux was van 9 september 1944 tot 21 oktober 1945 minister voor Noord-Afrika in de eerste regering van De Gaulle en van 1945 tot 1948 ambassadeur in de Sovjet-Unie.
Na de onrust in Marokko onderhandelde Catroux over de terugkeer van sultan Mohammed V in 1955. Op 1 februari 1956 werd hij in de regering van Guy Mollet minister-resident voor Algerije ter vervanging van (gouverneur-generaal) Jacques Soustelle. Catroux was voorstander van een grotere autonomie voor Algerije, wilde het Franse staatsburgerschap verlenen aan grote groepen Algerijnen en zag in dat onafhankelijkheid op termijn onvermijdelijk was. Hij was gedwongen op 9 februari ontslag te nemen door de hevige protesten en demonstratie (op 6 februari) van de Franse inwoners van Algiers. Hij werd als minister-resident vervangen door Robert Lacoste.
Catroux was voorzitter van de onderzoekscommissie, de Commissie-Catroux, die de Franse nederlaag bij Điện Biên Phủ onderzocht. Hij was ook rechter in het militaire tribunaal waarvoor de generaals, die betrokken waren bij de mislukte machtsovername in Algiers in 1961, terechtstonden.